# Tõstamaa kommun
Tõstamaa vald är en kommun i Estland.   Den ligger i landskapet Pärnumaa, i den sydvästra delen av landet, 130 km söder om huvudstaden Tallinn.
Följande samhällen finns i Tõstamaa vald:
- Tõstamaa
- Seliste
- Pootsi
- Männikuste